# Urapakkam
Urapakkam là một thị trấn thống kê (census town) của quận Kancheepuram thuộc bang Tamil Nadu, Ấn Độ.

## Nhân khẩu
Theo điều tra dân số năm 2001 của Ấn Độ, Urapakkam có dân số 13.265 người. Phái nam chiếm 51% tổng số dân và phái nữ chiếm 49%. Urapakkam có tỷ lệ 77% biết đọc biết viết, cao hơn tỷ lệ trung bình toàn quốc là 59,5%: tỷ lệ cho phái nam là 82%, và tỷ lệ cho phái nữ là 71%. Tại Urapakkam, 12% dân số nhỏ hơn 6 tuổi.